# Božana Butigan
Božana Butigan (Mostar, 19 agosto 2000) è una pallavolista bosniaca naturalizzata croata, centrale della Megavolley.

## Carriera

### Club
Nata e cresciuta in Bosnia ed Erzegovina, all'età di 15 anni si trasferisce in Croazia, nazione di cui acquisirà in seguito anche la cittadinanza, per dare il via alla propria carriera agonistica: nella stagione 2016-17 esordisce quindi nella Superliga croata con l'HAOK Mladost: resta legata al club di Zagabria per quattro annate vincendo tre Coppe di Croazia e tre scudetti.
Nella stagione 2020-21 viene ingaggiata dall'Imoco, militante nella Serie A1 italiana, conquistando due Supercoppe italiane, due Coppe Italia, lo scudetto 2020-21 e la Champions League 2020-21; nel gennaio 2022, dopo le finali di Coppa Italia 2021-22, passa al Bergamo 1991, sempre in massima serie, per la seconda parte dell'annata. Per il campionato 2024-25, dopo due annate e mezza nella città orobica, si accorda con il Firenze, mentre in quello successivo firma per la Megavolley, sempre in Serie A1.

### Nazionale
Viene convocata nella nazionale croata nel 2017. Nel 2018 vince la medaglia d'oro ai XVIII Giochi del Mediterraneo, mentre nel 2019 si aggiudica l'argento all'European Golden League. Nel 2021 conquista la medaglia d'argento all'European Golden League, seguita dal bronzo nell'edizione successiva: sempre nel 2022 arriva prima alla Volleyball Challenger Cup.

## Palmarès

### Club
- Campionato croato: 3

2017-18, 2018-19, 2019-20
- Campionato italiano: 1

2020-21
- Coppa di Croazia: 3

2017-18, 2018-19, 2019-20
- Coppa Italia: 2

2020-21, 2021-22
- Supercoppa italiana: 2

2020, 2021
- CEV Champions League: 1

2020-21

### Nazionale (competizioni minori)
- Giochi del Mediterraneo 2018
- European Golden League 2019
- European Golden League 2021
- European Golden League 2022
- Volleyball Challenger Cup 2022